# Vesela jesen 1976
X. Vesela jesen je potekala 16. oktobra 1976 v dvorani B mariborskega sejmišča v organizaciji Društva glasbenih delavcev Harmonija. Vodila sta jo Metka Šišernik-Volčič in Saša Veronik, orkestru pa je dirigiral Edvard Holnthaner. 

## Tekmovalne skladbe
Izborna komisija v sestavi Jure Robežnik, Mojmir Sepe, Edvard Holnthaner, Werner Ussar in Tone Partljič je izmed 39 prijav za festival izbrala naslednjih 16:
| #   | Naslov pesmi               | Izvajalec                       | Avtorji (glasbe – besedila – aranžmaja)            | Nagrade                               |
| --- | -------------------------- | ------------------------------- | -------------------------------------------------- | ------------------------------------- |
| 1.  | Muoje saje                 | Bernarda Mihelič & Franc Lovšin | Andrej Grabar – Marjan Stare – Bojan Adamič        |                                       |
| 2.  | Fse fton žitjki se ponavla | Kvartet Radia Murska Sobota     | Aleksander Vlaj – Vlaj – Mojmir Sepe               |                                       |
| 3.  | Velenski knapje            | Jože Kobler                     | Uroš Zupanc – Zupanc – Milan Mihelič               |                                       |
| 4.  | Vinska cejsta              | Franci Rebernik                 | Jože Kreže – Kreže – Bojan Adamič                  | 3. nagrada občinstva                  |
| 5.  | Na sejen vabimo            | Dragica Kovačič                 | Slavko Kovačič – Dragica Škerlevaj – Ati Soss      |                                       |
| 6.  | Terci pa muhe              | Rudi Trojner                    | Andrej Veble – Vladimir Gajšek – Edvard Holnthaner |                                       |
| 7.  | Jaz sem ga, ti ga nisi     | Braco Koren                     | Silvester Mihelčič – Toni Gašperič – Jože Privšek  |                                       |
| 8.  | Ko se vrnem domu           | Ivo Mojzer                      | Jože Miljutin Turnšek – Turnšek – Ati Soss         |                                       |
| 9.  | Gorjanci                   | Alenka Pinterič                 | Silvester Mihelčič – Toni Gašperič – Jure Robežnik |                                       |
| 10. | Kej b' jez dau             | Irena Kohont & Edvin Fliser     | Konrad Doler – Lev Svetek – Mojmir Sepe            |                                       |
| 11. | Kmične oči                 | Meri Avsenak                    | Aleksander Vlaj – Vlaj – Jože Privšek              |                                       |
| 12. | Muzkontarji                | New Swing kvartet               | Berti Rodošek                                      | 2. nagrada občinstva                  |
| 13. | L'ejzn, rože inu pejsm     | Sonja Gabršček & Braco Koren    | Jože Kreže – Kreže – Bojan Adamič                  |                                       |
| 14. | Pesn stariga paura         | Edvin Fliser                    | Renato Lah – Vladimir Gajšek – Edvard Holnthaner   |                                       |
| 15. | Roraš Karči                | Karli Arhar                     | Dezider Cener – Cener – Jani Golob                 | zlati klopotec = 1. nagrada občinstva |
| 16. | Prelejpa Štajerska         | Vlado Bezjak                    | Vinko Horvat – Vlado Bezjak – Ati Soss             |                                       |